# Antonio Felice Zondadari
Antonio Felice kardinal Zondadari, italijanski rimskokatoliški duhovnik, škof in kardinal, * 14. januar 1740, Siena, † 13. april 1823, Siena.

## Življenjepis
16. marca 1782 je prejel duhovniško posvečenje.
19. decembra 1785 je bil imenovan za naslovnega nadškofa Adana in 21. decembra istega leta je prejel škofovsko posvečenje.
3. januarja 1786 je bil imenovan za apostolskega nuncija v Belgiji; s tega položaja je odstopil leta 1792.
1. junija 1795 je bil imenovan za nadškofa Siene.
23. februarja 1801 je bil povzdignjen v kardinala in pectore.
28. septembra 1801 je bil ponovno povzdignjen v kardinala in imenovan za kardinal-duhovnika S. Balbina.